# マイケル・ジャクソン・イン・スクランブルトレーニング
『マイケル・ジャクソン・イン・スクランブルトレーニング』（英題：Michael Jackson's Scramble Training）は、セガ（後のセガ・インタラクティブ）が開発、販売した8人乗りの大型ライド機器AS-1に搭載された映像コンテンツ。
本編はマイケル・ジャクソン以外は全てコンピューターグラフィックスで構成されている。ディレクターはセガの植村比呂志。映像制作は佐々木建仁が担当した。インタラクティブ関連のソフトウェアとモーションの開発はセガが行った。

## 概要
映像に合わせたモーションによりリアルな疑似体験が出来る、いわゆる体感ライドだが、インタラクティブな要素を取り入れプレーヤーの操作によってストーリーが分岐し、また操作によってミッションが成功・失敗することが大きな特徴であった。
スクランブルトレーニングにはジャクソンが司令官（コマンダー・ジャクソン）として登場するバージョンと登場しないバージョンが存在する。登場するバージョンが「マイケル・ジャクソン・イン・スクランブルトレーニング」。

## ストーリー
21世紀に入り、国際間軍事行動のステージは大気圏外へと移行していた。西暦2015年、大気圏外活動における有能なクルーの発掘、育成のため、宇宙パイロット訓練校が設立された。そこで行われる訓練をスクランブルトレーニングという。」（以上アドバタイズデモより）
プレイヤーは8人乗りの訓練機に乗り込み大気圏外訓練を実施するために地球を出発。しかし訓練のはずが敵国の奇襲を受けて訓練は中止し急遽実戦となってしまった…プレイヤーは無事地球に帰還することが出来るのだろうか。